# Arturo Gentili
Arturo Gentili (Stezzano, 5 febbraio 1936 – Stezzano, 25 maggio 2021) è stato un calciatore italiano.

## Carriera
Attaccante dotato di grande velocità, che sfruttava soprattutto nel gioco di rimessa, cresce nel Leffe, da cui approda all'Atalanta in Serie A. Con i bergamaschi disputa ben otto stagioni (delle quali sette nel massimo campionato) non riuscendo però a giocare in modo stabile. Difatti veniva utilizzato soltanto in particolari situazioni di gara, quando la propria squadra doveva sfruttare l'arma del contropiede.
Al termine dell'esperienza atalantina passa prima al Varese e poi alla Triestina, entrambe nel campionato cadetto. Dopo tre stagioni con la maglia alabardata (le ultime due in serie C), conclude la propria carriera in serie D nella Gallaratese.

## Palmarès

### Club

#### Competizioni nazionali
- Coppa Italia: 1

Atalanta: 1962-1963
- Serie B: 2

Atalanta: 1958-1959
Varese: 1963-1964